# Magyar írók önéletrajzai
A Palatinus Kiadó 1999-ben jelentette meg Csiffáry Gabriella összeállítását Magyar írók önéletrajzai címmel, a Születtem… sorozatban. A kötetben a következő 99 irodalmi önéletrajz található:
| - Ady Endre, - Ady Lajos, - Ambrus Zoltán, - Áprily Lajos - Arany János, - Babits Mihály, - Benedek Elek, - Benedek Marcell, - Berda József, - Berzsenyi Dániel, - Bornemisza Péter, - Bródy Sándor, - Cholnoky László, - Cs. Szabó László, - Csáth Géza, - Csathó Kálmán, - Csokonai Vitéz Mihály, - Déry Tibor, - Dsida Jenő, - Elek Artúr, - Eötvös József, - Eötvös Károly, - Erdős Renée, - Féja Géza, - Füst Milán, - Gábor Andor, - Gárdonyi Géza, - Gellért Oszkár, - Gozsdu Elek, - Hajnóczy Péter, - Heltai Jenő, - Herczeg Ferenc, - Ignotus, | - Jókai Mór, - József Attila, - Juhász Gyula, - Kabos Ede, - Kaffka Margit, - Karinthy Frigyes, - Kassák Lajos, - Kazinczy Ferenc, - Kisfaludy Károly, - Kisfaludy Sándor, - Kóbor Tamás, - Kodolányi János, - Kormos István, - Kós Károly, - Kosztolányi Dezső, - Kölcsey Ferenc, - Krúdy Gyula, - Laczkó Géza, - Lovik Károly, - Lukács György, - Mikes Kelemen, - Mikszáth Kálmán, - Molnár Ferenc, - Móra Ferenc, - Móricz Zsigmond, - Nagy Lajos, - Nagy László, - Nemes Nagy Ágnes, - Németh László, - Örkény István, - Pápai Páriz Ferenc, - Páskándi Géza, - Petőfi Sándor, | - Pilinszky János, - Radnóti Miklós, - Rákosi Jenő, - Rákosi Viktor, - Ráth-Végh István, - Ritoók Emma, - Sarkadi Imre, - Sík Sándor, - Sinkó Ervin, - Somlyó Zoltán, - Szabó Dezső, - Szabó Lőrinc, - Szabolcska Mihály, - Szentkuthy Miklós, - Szép Ernő, - Szigligeti Ede, - Szini Gyula, - Tamási Áron, - Tersánszky Józsi Jenő, - Tompa Mihály, - Tóth Árpád, - Tompa Mihály, - Tóth Árpád, - Tömörkény István, - Váci Mihály, - Vas István, - Veres Péter, - Vészi Endre, - Vörösmarty Mihály, - Weöres Sándor, - Zelk Zoltán - Zrínyi Miklós |